# Leichtathletik-Weltmeisterschaften 2019/Teilnehmer (Zentralafrikanische Republik)
| Gelbes Symbol für Goldmedaillen mit stilisierten Olympischen Ringen | Graues Symbol für Silbermedaillen mit stilisierten Olympischen Ringen | Braundes Symbol für Bronzemedaillen mit stilisierten Olympischen Ringen |
| ------------------------------------------------------------------- | --------------------------------------------------------------------- | ----------------------------------------------------------------------- |
| —                                                                   | —                                                                     | —                                                                       |

Der Leichtathletikverband der Zentralafrikanischen Republik nahm an den Leichtathletik-Weltmeisterschaften 2019 in Doha teilnehmen. Eine Athletin wurden vom Verband der Zentralafrikanischen Republik nominiert.

## Ergebnisse

### Frauen

#### Laufdisziplinen
| Athletin              | Disziplin | Vorlauf | Vorlauf | Halbfinale | Halbfinale | Finale | Finale |
| Athletin              | Disziplin | Zeit    | Platz   | Zeit       | Platz      | Zeit   | Platz  |
| --------------------- | --------- | ------- | ------- | ---------- | ---------- | ------ | ------ |
| Ketura Ndoye Ti Nzapa | 200 m     | DNS     | DNS     | –          | –          | –      | –      |